# Yūki Ishikawa
Yūki Ishikawa (Okazaki, Japón; 11 de diciembre de 1995) es un jugador profesional de voleibol japonés que juega como atacante externo en el Safety Perugia italiano y en la selección japonesa. Además es el capitán actual de la Selección masculina de voleibol de Japón.

## Palmarés

### Individual
Selección Japón:
- Mejor atacante externo
  - Copa Mundial de Voleibol (2015),[1] (2019)[2]
  - Liga de Naciones de Voleibol (2023),[3] (2024)
  - Campeonato Asiático de Voleibol (2017), (2019), (2021)
- Jugador Más Valioso
  - Campeonato Asiático de Voleibol (2017), (2023)[4]
- Mayor anotador
  - Campeonato Asiático U18 de Voleibol (2012)
  - Liga de Naciones de Voleibol (2023)[5]

 Emma Villas Siena:
- Mejor atacante externo
  - Serie A1 (2018-19)

### Selección masculina de voleibol de Japón
- Liga de Naciones de Voleibol Masculino:
  -  2024
  -  2023
- Campeonato Asiático de Voleibol:
  -  2015, 2017, 2023
  -  2021
  -  2019